# Isabelle Arène
Isabelle Arène (5 maggio 1958) è un'ex tuffatrice francese.
Ha partecipato ai Giochi di Mosca 1980.
Ai Giochi del Mediterraneo del 1979, ha vinto 1 oro nella specialità Trampolino 3m.
È la figlia della nuotatrice olimpica Josette Arène.